# Biserica Adormirea Maicii Domnului - Precista din Târgu Ocna
Biserica Adormirea Maicii Domnului - Precista din Târgu Ocna este un monument istoric aflat pe teritoriul orașului Târgu Ocna. În Repertoriul Arheologic Național, monumentul apare cu codul 20974.03.
Biserica fostei Mănăstiri "Precista" (1662, refăcută în anuI 1860); Biserica "Adormirea Maicii Domnului", fosta Mănăstire "Precista", a fost construită de marele vistier Gheorghe Ursache, pe la anul 1662, și a fost închinată Mănăstirii Ivir, de la Muntele Athos, în anul 1683; monument de arhitectură;